# Kanungu (district)

Situation du district de Kanungu.

Le district de Kanungu est un district situé dans la région ouest de l'Ouganda. Comme la plupart des districts ougandais, il porte le nom de sa ville capitale Kanungu (en). 

## Situation géographique
Le district de Kanungu est frontalier de celui du Rukungiri au nord et à l'est, celui de Kabale au sud-est, celui de Kisoro au sud-ouest et de la République démocratique du Congo à l'ouest. Le siège du district se trouve à Kanungu, à 60 km au nord-ouest de Kabale, la principale ville de la région. Il est situé à environ 420 km au sud-ouest de Kampala, la capitale de l'Ouganda . Les coordonnées du district sont : 00 57S, 29 47E.

## Données générales
Le district de Kanungu a été créé par le Parlement de l'Ouganda en juillet 2001. Le district se compose d'un comté, neuf sous-comtés et une ville, Kanungu. Il a suscité l'intérêt des médias en 2000 lorsqu'un mouvement sectaire local, le Mouvement pour la restauration des dix commandements de Dieu a commis un meurtre/suicide de masse (plus de 700 victimes). Le district a deux routes de désertes et des routes d'accès communautaire. Il dispose aussi de deux petites pistes d'avions à la Kayonza Tea Factory et dans le secteur d'Ishasha du parc national Queen Elizabeth. L'association à but non lucratif, CHIFCOD, gère des écoles, collèges et des centres de santé communautaires dans le district.

## Population
Le recensement national de 2002 estimait que la population du district s'élevait à 204.700 personnes. Le taux de croissance annuelle de la population était estimé à 2 %. On estime qu'en 2010, la population du district s'élevait à environ 239.800. Voir le tableau ci-dessous:
| Année | Population estimée |
| ----- | ------------------ |
| 2002  | 204.700            |
| 2003  | 208.800            |
| 2004  | 213.000            |
| 2005  | 217.200            |
| 2006  | 221.600            |
| 2007  | 226.000            |
| 2008  | 230.500            |
| 2009  | 235.100            |
| 2010  | 239.800            |

## Religions
Christianisme : 95,3 % ; catholicisme: le district fait partie du diocèse de Kabale.
Islam : 2,7 %
Autres : 1,7 %
Aucune : 0,3 %
- Note: la catégorie "Autre" inclut des Chrétiens orthodoxes et d'autres Chrétiens.
- Source: Bureau ougandais des Statistiques (2002)[6].

## Activités économiques
L'agriculture est le principal pilier de l'économie du district comme dans le reste de l'Ouganda. Les sols fertiles et le climat favorable permet à la fois d'avoir une bonne production vivrière et des surplus pour la vente. Toutefois, en raison de l'isolement du district et du caractère montagneux de la région, il est difficile d'acheminer les produits jusqu'aux centres de consommation ce qui a effet de limiter la production. 
De nombreuses personnes du district font de l'élevage de subsistance principalement pour les laitages. Le lait constitue la base du régime local et se retrouve dans chaque foyer. Peu de personnes ont cependant de plus grands cheptels car la plupart des habitants du district sont traditionnellement des agriculteurs. 
Les cultures dans le district comprennent:
- Tabac
- Banane
- Matooke
- Maïs
- fève
- Pois
- Riz
- Pomme de terre
- Café
- Thé
- Sorghum
- Manioc
- Patate douce

La Kayonza Tea Factory à Kihihi achète et traite le thé produit localement. Les hautes altitudes et les sols fertiles permettent la production de fruits comme des raisins, pommes et des poires.